# Parastephos esterlyi
Parastephos esterlyi är en kräftdjursart som beskrevs av Fleminger 1988. Parastephos esterlyi ingår i släktet Parastephos och familjen Stephidae. Inga underarter finns listade i Catalogue of Life.